# 松平忠啓
松平 忠啓（まつだいら ただひら）は、江戸時代中期の大名。伊勢国桑名藩3代藩主。官位は従四位下・下総守。奥平松平家5代。

## 生涯
延享3年（1746年）12月15日、2代藩主・松平忠刻の次男として江戸浅草の鳥越下屋敷にて誕生。幼名は岩次郎、初名は松平清盈（きよみつ）。宝暦13年（1763年）1月に長兄・忠泰が早世したため、3月27日に世子に指名され、諱を忠啓に改める（奥平松平家の家督を継ぐものだけが冠する「忠」の字を与えられた）。明和8年（1771年）6月14日、父が病気で隠居したため、家督を継いだ。
しかし、安永元年（1772年）には桑名城下で火災が起こり、安永2年（1773年）にも大洪水で被害を受け、前者は3000両、後者は5000両の被害を出した。このため藩財政が悪化し、再建のために家臣の半知借上や年貢増徴を行っている。安永5年（1776年）や安永9年（1780年）にも桑名城下で火災が起こり、天明2年（1782年）にも大洪水を受けるなどしている。しかも同年12月には、洪水の被害と重なって年貢増徴に不満を持った百姓一揆までも起こる有様だった。天明4年（1784年）には天明の大飢饉で多数の餓死者を出している。
天明6年（1786年）12月10日に死去した。享年41。実子は早世していたため、跡を婿養子・忠功が継いだ。

## 系譜
父母
- 松平忠刻（父）
- 純性院 ー 市原氏、側室（母）

正室
- 澄、蘭蕙院殿孤芳智秀大姉 ー 毛利重就の六女

側室
- 関口氏

子女
- 男子 ー 夭折
- 久仁姫、桃仙院 ー 松平忠功正室
- 雲性院 ー 亀井矩賢正室
- 美須子、大円院 ー 黒田長舒正室
- 国姫 ー 松平忠翼正室、松平忠和の養女

養子
- 松平忠功 ー 徳川宗将の七男